# 平阳路街道
平阳路街道，是中华人民共和国山西省太原市小店区下辖的一个乡镇级行政单位。

## 行政区划
平阳路街道下辖以下地区：
南环社区、平北西一社区、平北西二社区、长风社区、滨东社区、水总社区、汽造社区、文华苑社区、中辐院社区、二零七所社区、六九零四社区、前机社区、亲贤社区、杨家堡社区、殷家堡社区、大马社区和长治路社区。